# ماروین اندرو
ماروین اندرو (انگلیسی: Marvin Andrews؛ زادهٔ ۲۲ دسامبر ۱۹۷۵) یک بازیکن فوتبال اهل ترینیداد و توباگو است.
وی همچنین در تیم ملی فوتبال ترینیداد و توباگو بازی کرده‌است.